# Энтомологическое общество Вашингтона
Энтомологическое общество Вашингтона (англ. The Entomological Society of Washington) — одно из старейших объединений энтомологов США, созданное в 1884 году и включающее специалистов по насекомым.

## История
Общество было основано в 1884 году, когда стало 4-м в Америке собранием энтомологов, регулярно издающим свой журнал. Ранее существовали три энтомологических общества в Новом Свете: 1) The American Entomological Society, 1867, преемник Entomological Society of Philadelphia, основанного ещё в 1859 году, издающего журнал Transactions of the American Entomological Society; 2) Энтомологическое общество Канады (The Entomological Society of Canada, основано в 1863 году) с 1868 года публикующее журнал Canadian Entomologist, с перерывом в  1871—1951 годах, когда вместо него существовало Entomological Society of Ontario; 3) The Cambridge Entomological Club, 1874, которое начало издавать журнал Psyche в том же году. Основанное в 1872 году The Brooklyn Entomological Society, издавало свой Buletin с 1878 года, который не публиковало в 1886—1912 годах, и с 1966 года. 
Основателями общества стали три молодых человека из Министерства сельского хозяйства США (U.S. Department of Agriculture): Charles Valentine Riley (1843—1895), Eugene Amandus Schwarz (1844—1928) и Leland Ossian Howard (1857—1950). Они собрались 29 февраля 1884 года в доме у Charles Valentine Riley, ставшего первым президентом общества на 4 года. Энтомолог Nathan Banks (1868—1953) во время работы в USDA (1890—1892, 1896—1916) стал членом общества и его президентом (1905, 1906). В 1939 году президентом стал крупнейший морфолог насекомых Robert Evans Snodgrass (1875—1962), в 1909—1910 — Otto Heidemann (1842—1916), в 1940 — Carl F. W. Muesebeck (р.1894-), а в 1949 — Thomas E. Snyder (1885-1970).
Члены общества собираются на ежегодные собрания в Смитсоновский институт, National Museum of Natural History, 10th and Constitution Ave., N.W., Вашингтон (округ Колумбия), США. Численность членов общества возрастала с 114 (1902 год) до 498 (1976 год).

## Президенты в 2000—2020 гг
Президентом в 2020 году был Cheryle A. O’Donnell.
Ранее Президентами общества были:
- 2000 — David G. Furth
- 2001 — John W. Brown
- 2002 — Gabriela Chavarria
- 2003 — Jonathan R. Mawdsley
- 2004 — Eric E. Grissell
- 2005 — Jason P. W. Hall
- 2006 — Steven W. Lingafelter
- 2007 — Michael W. Gates
- 2010 — Sean Brady[4]

## Журналы
- Proceedings of the Entomological Society of Washington (ISSN 0013-8797), издаётся с 1886 года, ежеквартально.
- Memoirs of the Entomological Society of Washington
- Miscellaneous Publications